# Сулавесі
Сулаве́сі, раніше знаний як Цéлебес (індонез. Sulawesi) — один із найбільших островів Малайського архіпелагу в складі Великих Зондських островів; територія Індонезії. Площа 174 600 км² (11-те місце у світі), населення понад 18 мільйонів осіб (2014), густота населення 105,7 особи/км². Розташований на схід від острова Борнео, на захід від Молуккських островів, на південь від острова Мінданао та архіпелага Сулу.

## Географія

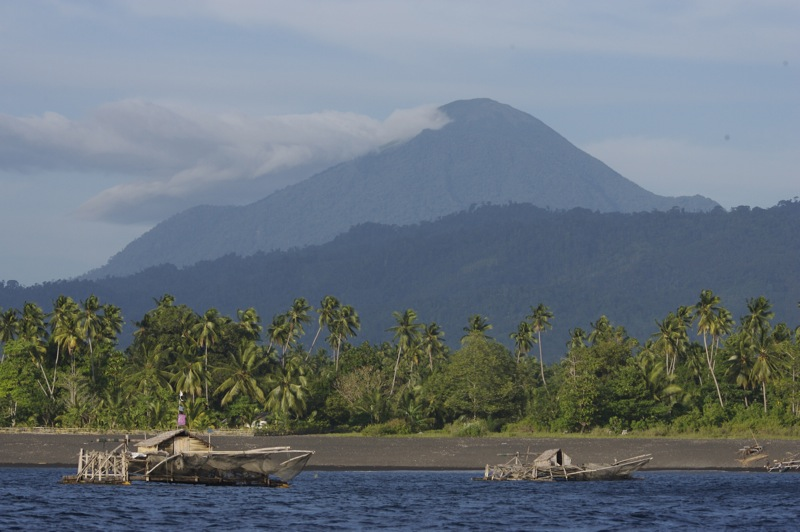
Вид з моря на вулкан Тангкоко

Острів має порізані контури (чотири довгих півострови розходяться від центру: Південний, Східний, Південно-Східний та Мінагаса). Між Східним півостровом і півостровом Мінахаса лежить затока Томіні, між Південним і Південно-Східним півостровами — затока Боне.
Гористий, найвищі гори Рантемаріо (3478 м) та Рантекомбола (3455 м), на півострові Мінагаса — діючі вулкани Клабат і Сопутан. Вологі тропічні ліси складного складу, на півдні — високотравові савани. Найбільші озера: Посо, Товуті, Матано, Темпе. Найбільші річки: Пагуяман (на півночі), Ларіанг (на заході), Матаромбеа (на сході). На півострові Мінахаса національний парк Ботані-Нані-Вартабоне і декілька заповідників, на південному сході — національний парк Рава-Лопа-Ватумохаї.
Родовища залізних і нікелевих руд, що відносяться до Індонезійсько-Філіппінської нікеленосної провінції. Вирощування кокосових пальм, рису, батату, кави, прянощів. Основні порти: Макасар, Манадо. Найбільші міста: Макасар (Уджунгпанданг), Манадо, Палу, Горонтало.